# Uttarpara
Uttarpara ist eine Stadt im indischen Bundesstaat Westbengalen. Die Stadt ist Teil der Agglomeration Kolkata.
Die Stadt gehört zum Distrikt Hugli. Uttarpara hat den Status einer Municipality. Die Stadt ist in 26 Wards gegliedert.
In Uttarpara befindet sich die Uttarpara Jayakrishna Public Library, Asiens älteste freie öffentliche Bibliothek.

## Demografie
Die Einwohnerzahl der Stadt liegt laut der Volkszählung von 2011 bei 159.147. Uttarpara hat ein Geschlechterverhältnis von 955 Frauen pro 1000 Männer und damit einen für Indien üblichen Männerüberschuss. Die Alphabetisierungsrate lag bei 90,7 % im Jahr 2011. Knapp 97 % der Bevölkerung sind Hindus, ca. 2 % sind Muslime und ca. 1 % gehören einer anderen oder keiner Religion an. 7,4 % der Bevölkerung sind Kinder unter 6 Jahren. Bengali ist die Hauptsprache in und um die Stadt.

## Wirtschaft
In Uttarpara befand sich Indiens erste Autofabrik von Hindustan Motors, in der das Model Ambassador hergestellt wurden. Das Werk wurde 2014 geschlossen, als die Produktion des Ambassador eingestellt wurde.

## Infrastruktur
Der Bahnhof von Uttarpara wurde 1854 eröffnet und liegt an der Hauptstrecke Howrah–Bardhaman.